# Diospyros lanceolata
Diospyros lanceolata är en tvåhjärtbladig växtart som beskrevs av Jean Louis Marie Poiret. Diospyros lanceolata ingår i släktet Diospyros och familjen Ebenaceae. Inga underarter finns listade i Catalogue of Life.